# Cidade de Deus (Rio de Janeiro)
Cidade de Deus é um bairro da Zona Oeste do município do Rio de Janeiro, no Brasil. Foi, por muito tempo, considerado uma das regiões mais perigosas da cidade, devido a constantes confrontos nas favelas da área. A região era um sub-bairro que pertencia ao bairro de Jacarepaguá, mas, por decreto municipal, foi desmembrada de Jacarepaguá, e tornou-se oficialmente o bairro Cidade de Deus. O bairro é constituído, em toda sua extensão, por uma das maiores e mais violentas favelas do Rio.
Faz limite com os bairros de Jacarepaguá, Gardênia Azul, Freguesia e Taquara.
Com uma população em torno de 38 mil habitantes, a Cidade de Deus apresenta indicadores sociais entre os mais críticos da cidade, embora esteja situado na vizinhança de um dos bairros mais nobres da cidade: a Barra da Tijuca. Seu índice de desenvolvimento humano (IDH), no ano 2000, era de 0,751, o 113.º colocado entre 126 regiões analisadas na cidade do Rio de Janeiro.

## História

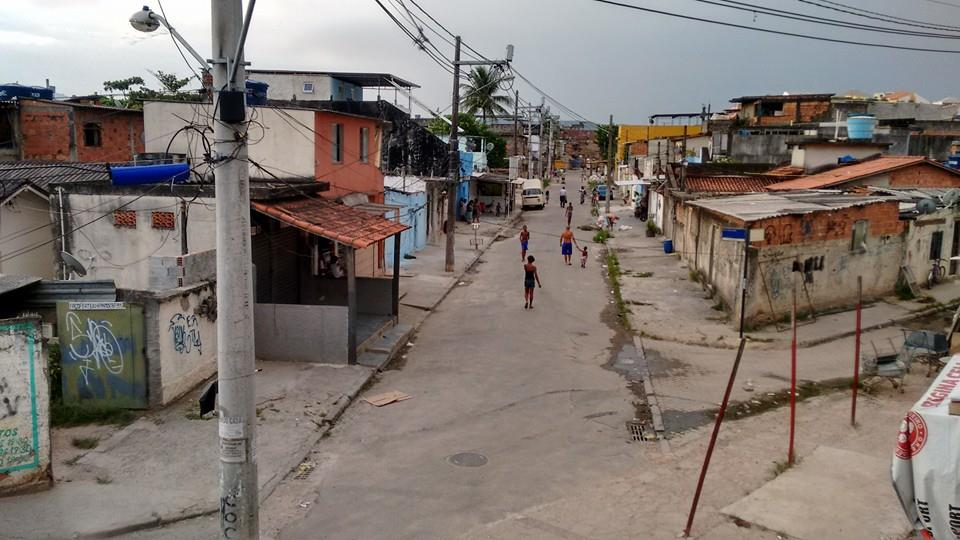
Cidade de Deus

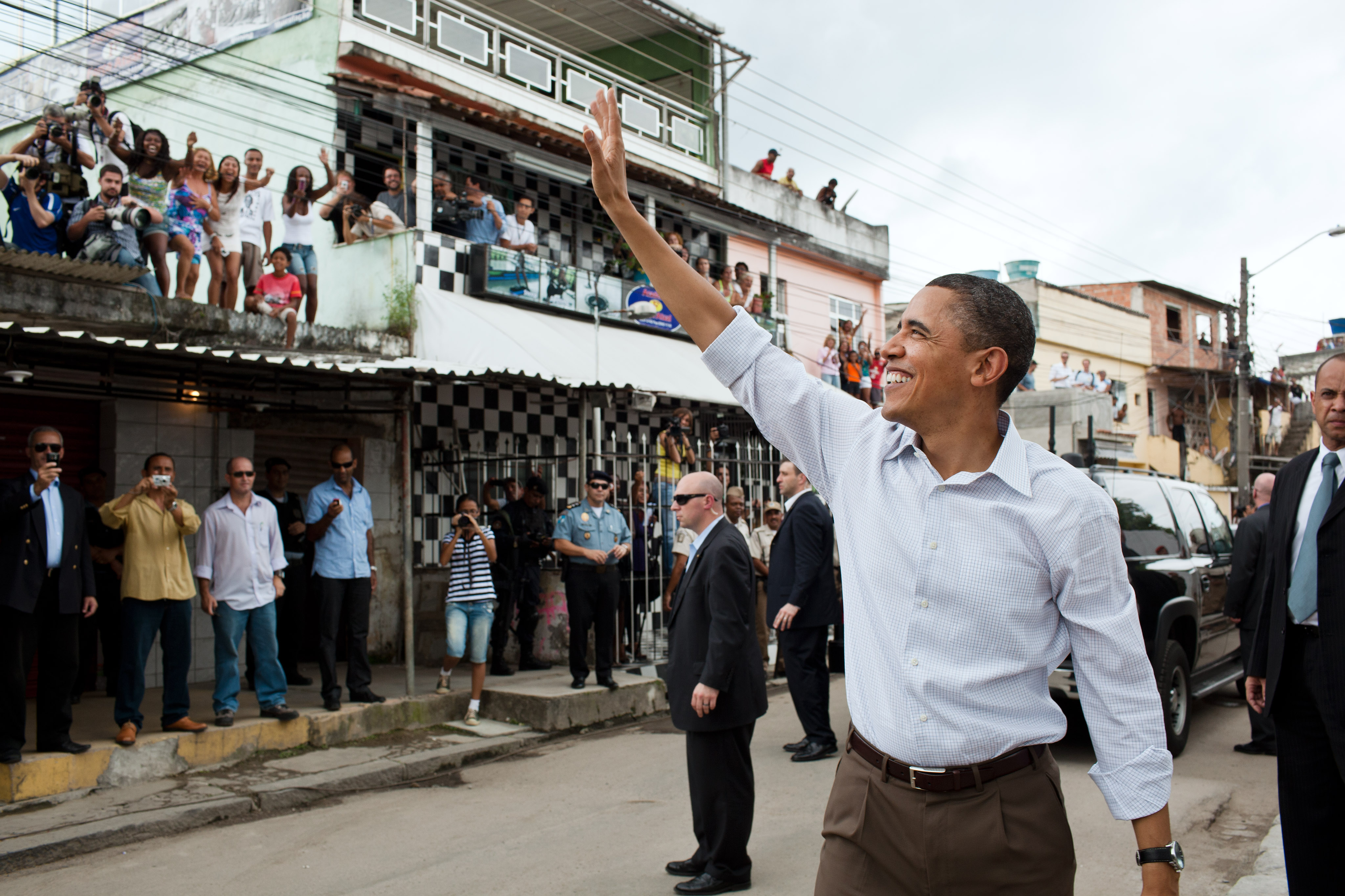
O então presidente dos Estados Unidos, Barack Obama, em visita ao bairro em 2011

Habitada até o século XVI pelos tamoios, no final desse século a região passou a pertencer à sesmaria de Martim Correia de Sá. Posteriormente, a região continuou a ser ocupada por fazendas que produziam cana-de-açúcar, café etc. Ao longo da década de 1960, a região recebeu pessoas removidas de várias favelas da cidade pelo governador do então estado da Guanabara, Carlos Lacerda, como parte da política de remoção de favelas de outras áreas da cidade. No sub-bairro, então, foram construídos conjuntos habitacionais. Seguindo o nome do bairro, as suas ruas receberam nomes inspirados na Bíblia: Israel, Rubens, Jessé etc. Porém logo o crescimento passou a ser desordenado, com a população ocupando os terrenos às margens do Rio Grande e de seu afluente Estiva.
Desde a década de 1980, surgiram, na comunidade, várias associações de moradores, agremiações de samba, agremiações esportivas, grupos de teatro, revistas, cineclubes, igrejas atuantes, grupos de dança e movimentos negros. Entre 1981 e 1985, a Cidade de Deus, assim como várias outras regiões de Jacarepaguá, se emancipou e passou a constituir um bairro próprio. Em 1997, a inauguração da via expressa Linha Amarela, dividiu o bairro em dois.
Em 2002, o sucesso do filme Cidade de Deus colocou o bairro intensamente nos veículos de comunicação, reforçando o estigma de comunidade violenta e perigosa e favorecendo uma onda de preconceito e discriminação.
A partir de 2003, vários processos confluíram, constituindo novas condições de organização e articulação tendo em vista a transformação da realidade da Cidade de Deus. Após um processo intensivo de discussões, surgiu, naquele ano, o Comitê Comunitário da Cidade de Deus, que veio a reunir diferentes entidades locais tendo em vista superar o isolamento e as divisões que pautavam a atuação dessas organizações. Em 2009, a favela passou a ser atendida pela 2° UPP (Unidade de Polícia Pacificadora).
Em 20 de março de 2011, a Cidade de Deus recebeu uma ilustre visita, a do então presidente dos Estados Unidos, Barack Obama, acompanhado do então governador do estado, Sérgio Cabral Filho e do então prefeito da cidade do Rio de Janeiro, Eduardo Paes, o que tornou o bairro mundialmente conhecido. Barack Obama jogou futebol com algumas crianças e assistiu a rápidas apresentações de dança, capoeira, grafite e futebol.

## Subdivisões
O bairro da Cidade de Deus é constituído geograficamente pela comunidade da Cidade de Deus. A região é dominada pelo tráfico e conta atualmente com uma Unidade de Polícia Pacificadora. Vale ressaltar que esta unidade não funciona há tempos e já foi vandalizada,  tendo o vidro direito, na parte inferior, quase quebrado. 
As subdivisões da Cidade de Deus são:
- Quinze (15)
- Treze (13)
- Bariri
- Karatê
- Apês
- Pantanal
- Laminha
- Guaranys
- Lazer